# Altenmarkt bei Sankt Gallen
Altenmarkt bei Sankt Gallen è un comune austriaco di 848 abitanti nel distretto di Liezen, in Stiria; ha lo status di comune mercato (Marktgemeinde).